# Bibio nigerrimus
Bibio nigerrimus är en tvåvingeart som beskrevs av Oswald Duda 1930. Bibio nigerrimus ingår i släktet Bibio och familjen hårmyggor.
Artens utbredningsområde är Nepal. Inga underarter finns listade i Catalogue of Life.